# Makuria (candomblé)
Makuriá ou Nkudiá- comidas sagradas dos inquices palavras usadas nas casas de candomblé Angola/Congo no Brasil.
- Kangika - milho branco cozido com coco
- Kidobo - milho branco cozido temperado com ndende
- Mukunga - milho branco cozido
- Masambala - milho vermelho cozido enfeitado com rodelas de goiaba
- Masangu - pipoca
- Fumpa - milho vermelho, cozido ou torrado, enfeitado com Kamusoso (cipó-chumbo)
- Nguba - amendoim torrado
- Kitaba - amendoim torrado e moido, temperado com mel ou ndende
- Makunde - feijão preto temperado com ndende
- Kitande - guisado de feijão fradinho
- Dikende - massa de feijão fradinho embrulhada na folha de bananeira.
- Makanza - bolo de feijão fradinho, frito
- Mukunga - papa de milho branco ou vermelho embrulhada na folha de bananeira
- Kusuangala - pirão de arroz, temperado com azeite
- Loso - arroz
- Muenge - espiga de milho assada
- Mukende - banana da terra frita no ndende
- Kingombo - quiabo
- Dibangulango - guisado de quiabo (Nzazi)
- Kivúdia - guisado de quiabo (Nvunji)
- Ndiba - mingau de farinha de milho branco
- Nguala - aguardente
- Malufo - vinho
- Mazi - azeite
- Menha, maza - água
- Uiki - mel
- Múngua - sal
- Sukidi - açúcar
- Matema - café
- Masana - leite
- Mateca - banha de carneiro
- Mukolo - alho
- Zalata - alface e chicória
- Kindumba - salsa
- Mumata - tomate
- Lúmbua - cebola
- Kupiri - pimenta da costa
- Ndungu - pimenta
- Xutu - carne
- Mbiji - peixe
- Kavula - couve
- Ritanga - abóbora
- Kikua - batata
- Dihonjo - banana
- Kimbambule - goiaba